# Torksjön
Torksjön är en sjö i Askersunds kommun i Närke och ingår i Motala ströms huvudavrinningsområde. Sjön är 15 meter djup, har en yta på 0,255 kvadratkilometer och befinner sig 153,8 meter över havet. Sjön avvattnas av vattendraget Aspaån.

## Delavrinningsområde
Torksjön ingår i det delavrinningsområde (651365-143521) som SMHI kallar för Ovan Rösjöbäcken. Medelhöjden är 195 meter över havet och ytan är 3,85 kvadratkilometer. Det finns inga avrinningsområden uppströms utan avrinningsområdet är högsta punkten. Aspaån som avvattnar avrinningsområdet har biflödesordning 3, vilket innebär att vattnet flödar genom totalt 3 vattendrag innan det når havet efter 164 kilometer. Avrinningsområdet består mestadels av skog (90 procent). Avrinningsområdet har 0,68 kvadratkilometer vattenytor vilket ger det en sjöprocent på 7 procent.